# Euphyllodromia angustata
Euphyllodromia angustata är en kackerlacksart som först beskrevs av Pierre André Latreille 1811.  Euphyllodromia angustata ingår i släktet Euphyllodromia och familjen småkackerlackor. Inga underarter finns listade i Catalogue of Life.